# Jaime Gamboa
Jaime Gamboa, nombre artístico de Jaime Fernández de Gamboa (1 de agosto de 1958), es un actor español.
Su primer trabajo como actor fue como co-potragonista en la película de Jaime de Armiñán El amor del capitán Brando (1974), con Fernando Fernán Gómez, Ana Belén, Antonio Ferrandis, Amparo Soler Leal, Chus Lampreave y Eduardo Calvo.
En 1975 protagonizó la película Obsesión de Francisco Lara Polop junto a Victoria Abril (en su primera aparición en el cine), Jesús Puente, Lina Canalejas, Laly Soldevila y Fernando Guillén. El mismo año 1975 protagonizó una película de Alfonso Balcázar junto a Nacho Duato (una de las pocas apariciones del bailarín en el cine) llamada Pubertad... Adolescencia... la edad difícil. Esta película no se estrenó hasta el 28 de mayo de 1979 en Barcelona.
En 1976 interviene en la película Deseo también de Alfonso Balcázar, con Ángel Aranda, Ketty Ariel, Emma Cohen, Mónica Randall y Bárbara Rey.
En 1977 participó en la película de Juan José Porto El último guateque junto a Beatriz Rosat, Antonio Casal, José Calvo, Nadia Morales, Miguel Arribas, Miguel Ayones, Cristina Galbó y Agustín Villaronga (entonces actor).
Sus últimas apariciones fueron una corta aparición en la película El caminante de Paul Naschy, un papel en la adaptación para Televisión Española de la obra La Galera (de Manuel Mujica Lainez) que dirigió Francisco Rovira Veleta con el actor Walter Vidarte, entre otros.
A partir del año 1979 abandonó el mundo de la interpretación para dedicarse a la publicidad y el diseño como director de arte.